# Ploidia
A ploidia egy sejt homológ kromoszómáinak számára utal. Ha a sejt egyetlen kromoszóma-készlettel rendelkezik, akkor haploid, ha két homológ kromoszóma-készlettel, akkor diploid sejtről beszélünk. Emberben a legtöbb sejt diploid (mert mindkét szülőtől örököltünk egy-egy kromoszóma-készletet), azonban az ivarsejtek, a spermium és a petesejt  (oocyta) haploidok. A növények, ízeltlábúak, kétéltűek és hüllők egyes fajai tetraploidok, tehát ivarsejtjeikben kétszeres, testi sejtjeikben négyszeres kromoszóma-készletet hordoznak.
Euploidnak mondunk egy egyedet, ha annak kromoszómaszáma a "haploid" egész többszöröse. Például egy emberi sejt euploid kromoszómaszáma 46, vagy akár 69.

## Haploidia

Diploid sejtekben kettő van mindegyik kromoszómából.

A haploid (görögül egyszerűt jelent) sejt minden kromoszómából egy kópiát tartalmaz.
A legtöbb gomba, néhány algafaj és a hangyák, méhek, darazsak hímjei mind haploid organizmusok. Ilyen esetben a monoploid jelző is használható. 
Növények és egyes algafajok képesek váltani a haploid és diploid állapot között generációról generációra (alternation of generation). A legtöbb diploid élőlény haploid ivarsejtet termel, melyek  a másik ivarsejttel létrehozzák a zigótát, a diploid sejtet. A meiózis során az ivarsejt prekurzorának kromoszómakészlete véletlenszerűen megfeleződik, létrehozva ezzel a haploid spermiumot vagy petesejtet.

## Diploidia
A diploid (görögül kettőt jelent) sejteknek két kromoszómakészletük van, melyek homológ kromoszómák, azaz egy készlet a nőstény, egy a hím felmenőtől származik. A legtöbb szomatikus sejt diploid.
Ha egy diploid növény kromoszómái megduplázódnak, tetraploid keletkezik. Ismételt megkettőződés után oktoploid forma lesz. Diploid és tetraploid keresztezésből először triploid származik, majd a kromoszómaszám megkettőződése után hexaploid növény lesz. Hexaploid és tetraploid keresztezésből származnak a pentaploidok.

## Haplodiploidia
A haplodiploid fajok egyik neme csak haploid, másik neme csak diploid sejteket (kivéve az ivarsejteket) tartalmaz. Például a hím haploid a nőstény diploid. Ilyen fajokban, a hím megtermékenyítetlen petesejtből fejlődik ki (szűznemzés, vagy parthenogenezis), míg a nőstény a megtermékenyített petesejtből, mivel a spermium szolgáltatja a másik kromoszómakészletet, mikor megtermékenyíti a petesejtet.
Haplodiploidia számos fajban megfigyelhető, úgy mint a hangyákban, méhekben, darazsakban. Növeli a rokonszelekciót, amely talán magyarázat lehet ezen fajok különös társadalmi formáira. Egyes esetekben a munkás ízeltlábúak képesek diploid sejtet létrehozni, amely királynőként fog fejlődni.

## Haploidizáció
Haploidizáció (a görög απλοποίηση = egyszerűsíteni szóból) során diploid sejtből haploid keletkezik. Ez egy olyan laboratóriumi technikát igényel, melyben arra kényszerítenek egy normális sejtet, hogy szabaduljon meg kromoszómáinak felétől. 
Ez egy volt azon folyamatok közül, melyek során japán kutatók létrehozták Kaguját, az apa nélküli egeret.

## Aneuploidia
Egy aneuploid sejt nem megfelelő számú kromoszómakészlettel rendelkezik. Ez hibákhoz vezethet a sejt fejlődésében. Az aneuploidiák emberi sejtekben általában letálisak, de az ivari kromoszómák (Klinefelter-szindróma) és a 21-es kromoszóma (Down-szindróma) triszómiája az élettel összeegyeztethető. 
A tumorok számos formájában fel lehet fedezni aneuploidiát, mivel a nem fiziológiás számú kromoszóma nem megfelelő kapcsolódáshoz vezethet.

## Poliploidia
A poliploidia az az állapot, amikor a sejt több (azonos vagy különböző fajból származó) kromoszómakészlettel is rendelkezik. Létrejöhet két közeli faj hibridizációjából, ez az allopoliploidia. Jó példa az ún. Brassica-háromszög, miszerint három különböző faj hibridizálódik minden lehetséges páros kombinációban, hogy ezáltal három eltérő allopoliploid fajt képezzenek. 
A poliploidia gyakori növényekben, de ritka állatokban (papucsállatka-fajok makronukleusza), és mindez olyan folyamat során megy végbe, amikor a genom mitózis nélkül duplázódik meg (endoreduplikáció).
A poliploidiával kapcsolatos jelenség a poliploid komplex.

## Variábilis ploidia
A prokarióták növekedésének körülményeitől függően, 1-től 4-ig terjedően változhat a kromoszómakészletük száma. Ezt nagyrészt a replikáció teljes vagy részleges jellege befolyásolja, hiszen az ilyen élőlények folyamatosan osztódnak.

## Paleopoliploidia
Paleopoliploidia alatt a több millió évvel ezelőtt lezajlott genom-duplikációkat értjük, akár auto-, akár allopoliploidiáról van szó. A legtöbb paleopoliploid élőlény az evolúciós folyamatok során a diploidizáció által elvesztette poliploid státusát, és diploidnak tekinthetők.

## Fordítás
- Ez a szócikk részben vagy egészben  a   Ploidy című angol Wikipédia-szócikk fordításán alapul.  Az eredeti cikk szerkesztőit annak laptörténete sorolja fel. Ez a jelzés csupán a megfogalmazás eredetét és a szerzői jogokat jelzi, nem szolgál a cikkben szereplő információk forrásmegjelöléseként.